# Cataratas de Havasu
Las cataratas de Havasu (en inglés: Havasu Falls) son unas cataratas en el Gran Cañón, en el estado de Arizona en los Estados Unidos.
Se producen en la desembocadura del río Havasu en el río Colorado. Están situadas a 2,4 km de la localidad de Supai, dentro del territorio de la tribu de los Havasupai, y se accede a ellas desde un camino en el lado derecho - o lado izquierdo cuando se va aguas arriba- de la vía principal. El sendero conduce a través del lateral de una pequeña meseta y cae en la piscina principal. Havasu es sin duda la más famosa y visitada de las caídas en la región. Las cataratas consisten en un conducto principal que cae sobre un acantilado vertical de 37 m en una gran piscina y, debido al alto contenido de minerales del agua, particularmente carbonato de calcio formando travertino, las caídas son siempre cambiantes y a veces se rompen en dos tolvas separadas de agua; la otra consecuencia de la alta mineralización es el color azul intenso del agua.